# Nana Dix
Nana Dix (* 23. Januar 1962 in München) ist eine deutsche Künstlerin. Sie lebt und arbeitet in München. Sie ist eine Enkelin von Otto Dix.

## Ausstellungen

### Einzelausstellungen
- 2007: Galerie Von Maltzahn Fine Arts, München, „Innere Distanz“
- 2008: Galerie Groeflin/Maag, Zürich
- 2008: Andreas Grimm Gallery, New York
- 2009: Galerie Bauer, St. Moritz
- 2009: Galerie Von Maltzahn Fine Arts, München, „bang, bang… you’re dead“
- 2011: Galerie Von Maltzahn Fine Arts, München, Boudoir: „Die sieben Todsünden“
- 2013: Galerie Andreas Grimm, München, „colour me beautiful“

### Gruppenausstellungen (Auswahl)
- 1992: „366 Zeichnungen“, Galerie Bob van Orsouw, Zürich
- 1993 Graphikmesse, Dresden (Galerie Gebrüder Lehmann)
- 1994: Graphikmesse Dresden (Galerie Gebrüder Lehmann)
- 1994: „Zugezogen“, Zeiträume für Kunst, Dresden
- 1995: „Das Bild ist anders“, Französisches Kulturinstitut, Dresden
- 1995: „Erworben“ 1992–95, Ankäufe des Freistaats Sachsen (Albertinum)
- 1996: Neu im Kupferstichkabinett Dresden, Erwerbungen des Jahres 1995
- 1997: „Ein Strauss von Zeichnungen, Drucken, Photographien“, Kupferstichkabinett Dresden
- 1999: Edition F Graphik für UNICEF, Ausstellung Burda-Verlag
- 2001: Altes Fernmeldeamt, Arnulfstraße München
- 2003: Atelierausstellung, Blutenburgstraße München
- 2006: Auktion Haus der Kunst, Blumenbar-Verlag, München
- 2008: digital-analog 6 festival Gasteig/Registratur (Visuals)
- 2008: 800-Jahr-Feier München, Wittelsbacher Platz „Bavarian Kidnapping“ (Visuals)
- 2009: „Jahresgaben“, Kunstverein München
- 2009: Volxvergnügen, Glockenbachwerkstatt München (Visuals)
- 2010: Private View, Galerie Andreas Grimm
- 2010: Jubiläumsausstellung, Platform3, München
- 2010: „Jahresgaben“, Kunstverein München
- 2010: „Let’s Party for a Piece of Art“, Pinakothek der Moderne, München
- 2011: Jahresausstellung Platform 3, Thema: Zukunft
- 2011: „Jahresgaben“, Kunstverein München
- 2012: „Private View“, Galerie Andreas Grimm, München
- 2012: Kunstraum, Benefizausstellung, kuratiert von Kürsoy Dogtas